# The Pride of Jesse Hallam
The Pride of Jesse Hallam (L'A.B.C. de la vie au Québec) est un téléfilm réalisé en 1981, mettant en vedette Johnny Cash.

## Synopsis
Jesse Hallam, un fermier veuf, âgé de 45 ans emmène ses enfants à la ville parce que sa fille Jenny a besoin d'une opération délicate. Jesse y trouve un bon emploi et il inscrit son fils Ted à l'école. Il se rend vite compte cependant, que son analphabétisme est un grand handicap. Trop fier pour avouer son problème, il suit des cours du soir en secret. Il est aidé par l'adjointe au directeur de l'école, qui éprouve beaucoup de sympathie pour Jesse et son fils. Quand le père découvre que son fils à un problème d'apprentissage scolaire, il suggère que tous les deux aillent à l'école ensemble. Ted est réticent et Jesse, par sa persévérance et son courage doit regagner le respect de son fils. Voici une histoire touchante de fierté et d'amour familial.

## Distributions
- Johnny Cash  (V. Q. : Jean Fontaine) : Jesse Hallam
- Brenda Vaccaro  (V. Q. : Monique Miller) : Marion Galucci
- Ben Marley  (V. Q. : Jacques Brouillet) : Ted Hallam
- Chrystal Smith  (V. Q. : Ève Gagnier) : Jenny Hallam
- Eli Wallach  (V. Q. : Luc Durand) : Sal Galucci
- Earl Poole Ball  (V. Q. : Éric Gaudry) : Oncle Charley
- Linda Bennett  (V. Q. : Anne Caron) : Réceptionnaiste
- Viola Borden  (V. Q. : Janine Fluet) : Mme Kleeman
- William Dickerson  (V. Q. : Yves Massicotte) : Scholfield
- Dale Doerman  (V. Q. : Jean-Luc Montminy) : Policier
- Ralph Lewis  (V. Q. : Yves Massicotte) : Sgt Policier
- Corrinne Vandeveer  (V. Q. : Anne Caron) : Infirmière
- Jackie Walsh  (V. Q. : Christine Pasqier) : Secrétaire
- Joey Zimmerman  (V. Q. : Luis de Cespedes) : Parker

## Autour du film
- Ce film a été tourné à Cincinnati et dans des endroits ruraux du Kentucky.